# Non vogliamo morire
Non vogliamo morire è un film italiano del 1954 diretto da Oreste Palella.

## Trama
Nei mari equatoriali africani un avventuriero senza scrupoli fugge, assieme alla sua donna, dopo aver rubato delle perle e ucciso il suo complice. Ad inseguirlo non ci sono solo le forze dell'ordine, ma anche una vera e propria maledizione.